# Futbol a Suïssa

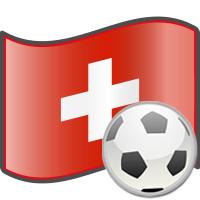

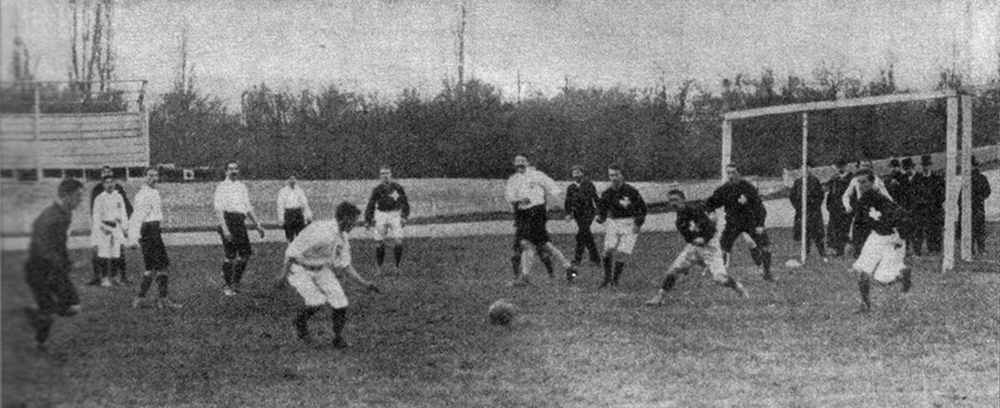
França-Suïssa el 1905 a París, primer partit de la selecció suïssa.

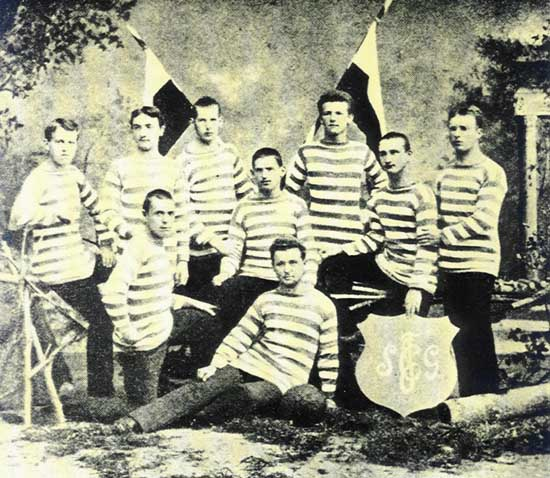
FC St. Gallen l'any 1881 o 1882.

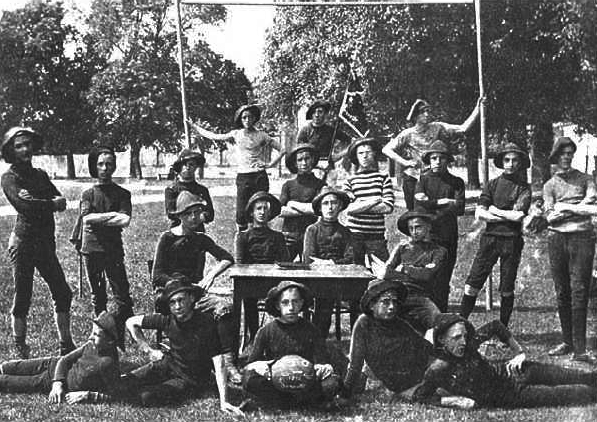
FC Servette el 1892.

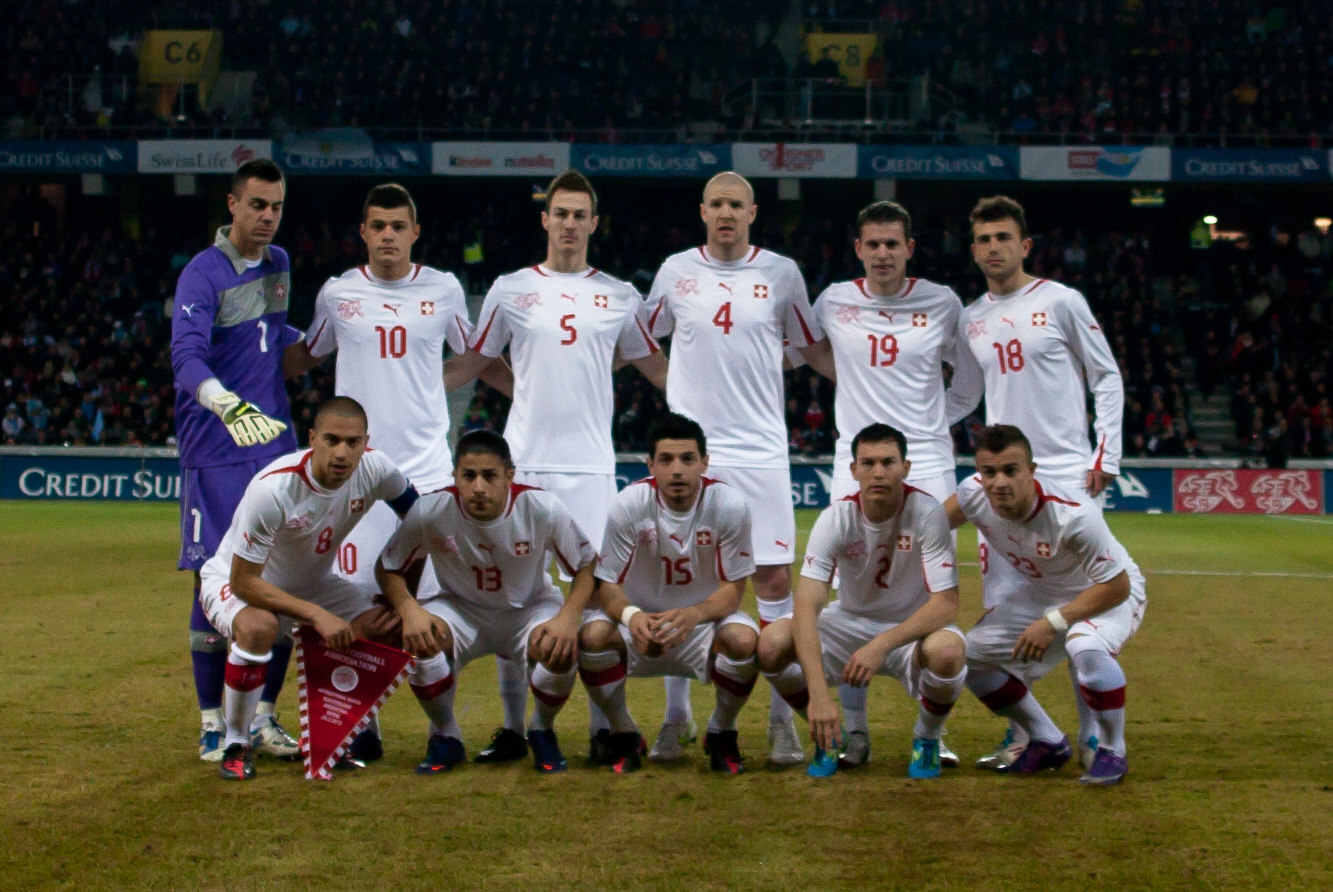
Selecció Suïssa el 2012.

El futbol és l'esport més popular a Suïssa.

## Història
El primer club de futbol de Suïssa fou el FC Sankt Gallen fundat el 1879. Ràpidament aparegueren clubs per tot el país:
- A Zúric aparegueren clubs com el FC Excelsior (en el que jugà Joan Gamper), el FC Young Fellows (fundat el 1903 i actualment anomenat SC YF Juventus), l'Anglo-American Club, el Fire Flies, l'International, l'American Wanderers, el Kickers, el FC Blue Stars (fundat 1898 com a Mars, el 1912 es fusionà amb el Fortuna), FC Oerlikon (1900), el Neumünster Zürich i el FC Red Star (1905).
- A Basilea els primers clubs foren l'Old Boys, el Fortuna, l'Excelsior, FC Nordstern (1901, fusionat el 1910 amb el Young Fellows), el Black Stars i el Concordia (1907).
- A Berna el FC Bern (1894), l'Helvetia (1906) i FC Weissenbühl; a Sankt Gallen el Blue Stars St. Gallen, el SC Brühl (1901).
- A Biel/Bienne: FC Biel/Bienne (1896, el 1898 es fusionà amb FC Floria), el FC Aurore Bienne (1929), el Vereinigte FC Biel, el Madretsch Biel.
- A Friburg el FC Technicum (1900, FC Stella el 1905, més tard FC Fribourg).
- A Winterthur l'Excelsior (1896, fusionat el 1915 amb SC Veltheim per formar el FC Winterthur), el FC Tössfeld (1924).
- A la Suïssa francòfona, a la ciutat de Lausana troben clubs com el FC La Villa Longchamp, el Lausanne FC et CC, el Racing Club Lausanne (1910), la Villa d'Ouchy, el Cantonal i l'Stade Lausanne. A Ginebra destacaren Château de Lancy, el Racing Club de Genève, el La Châtelaine, el Geneva United, el Club Athlétique (1902) i el FC Helvétique (1896, FC Geneve el 1908 i FC Urania GS el 1920 en fusionar-se amb FC Urania).
- Altres clubs dels país foren el Maison Neuve Vevey, l'Etoile La Chaux de Fonds (1898, el 1934 Etoile-Sporting); FC Narcisse (1903, Montreux-Narcisse el 1904, més tard Montreux-Sports), el Forward Morges (1899) i el FC Victoria Schaffhausen (1896, fusionat més tard amb el Young Boys i el Grasläufer per formar el FC Schaffhausen).

La Federació Suïssa de Futbol es creà l'any 1895 i és la més antiga d'Europa després de les federacions britàniques. La primera lliga es disputà la temporada 1897-98. La Copa suïssa es començà a disputar el 1925-26, però ja anteriorment s'havien jugat altres competicions similars com l'Anglo Cup, entre 1909-10 i 1912-13, o l'Och Cup, entre 1920-21 i 1924-25.

## Competicions
- Lliga suïssa de futbol
- Copa suïssa de futbol
- Copa de la Lliga suïssa de futbol
- Supercopa suïssa de futbol

## Principals clubs
- Grasshopper-Club Zürich (Zúric)
- FC Zürich (Zúric)
- BSC Young Boys (Berna)
- FC Luzern (Lucerna)
- FC Basel (Basilea)
- FC Aarau (Aarau)
- FC Schaffhausen (Schaffhausen)
- FC Sankt Gallen (Sankt Gallen)
- FC Thun (Thun)
- FC Wil 1900 (Wil)
- FC Winterthur (Winterthur)
- Servette FC (Ginebra)
- FC Lausanne-Sport (Lausana)
- Neuchâtel Xamax FC (Neuchâtel)
- Yverdon-Sport FC (Yverdon)
- FC La Chaux-de-Fonds (La Chaux-de-Fonds)
- FC Sion (Sion)
- AC Lugano (Lugano)
- AC Bellinzona (Bellinzona)
- FC Locarno (Locarno)

## Jugadors destacats
Fonts:
Des de 1920
- Max 'Xam' Abbegglen II
- Rudolf Ramseyer

Des de 1930
- André Trello Abbegglen III
- Leopold Kielholz
- Severino Minelli
- Frankie Séchehaye
- Sirio Vernati
- Walter Weiler

Des de 1940
- Lauro Amadò
- Erwin Ballabio
- Alfred Bickel
- Roger Bocquet
- Hans-Peter Friedländer
- André Neury

Des de 1950
- Charles Antenen
- Robert Ballaman
- Oliver Eggimann
- Jacques Fatton
- Josef Hügi
- Willi Steffen
- Roger Vonlanthen II

Des de 1960
- Anton 'Tony' Allemann
- Karl Elsener
- Jakob 'Köbi' Kuhn

Des de 1970
- Umberto Barberis
- René Botteron
- Karl Odermatt
- Pirmin Stierli

Des de 1980
- Alain Geiger
- Heinz Hermann
- Claudio Sulser

Des de 1990
- Stéphane Chapuisat
- Stéphane Henchoz
- Marco Pascolo
- Ciriaco Sforza
- Alain Sutter
- Kubilay Türkyilmaz
- Ramon Vega

Des de 2000
- Alexander Frei
- Johann Vogel
- Hakan Yakin

Des de 2010
- Stephan Lichtsteiner
- Xherdan Shaqiri
- Granit Xhaka

## Principals estadis
- Sankt Jakob-Park (Basilea)
- Stade de Suisse Wankdorf (Berna)
- Stade de Genève (Lancy, Ginebra)
- Estadi Letzigrund (Zúric)
- Estadi Tourbillon (Sion)
- Estadi Hardturm (Zúric)

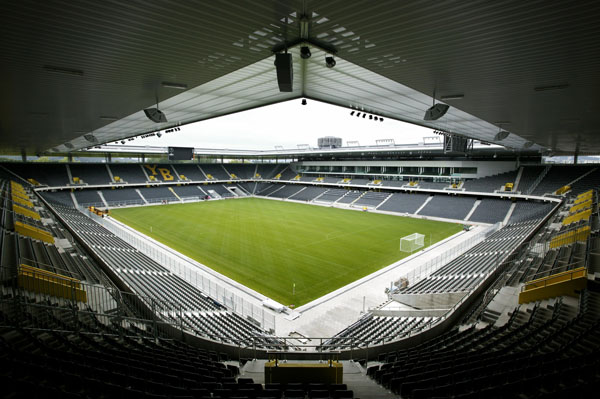
Stade de Suisse Wankdorf.

- Estadi Olímpic de la Pontaise (Lausana)
- Estadi Schützenwiese (Winterthur)
- Estadi Cornaredo (Lugano)
- Estadi Allmend (Lucerna)